# Dexter: New Blood
Dexter: New Blood è una miniserie televisiva statunitense del 2021, sviluppata da Clyde Phillips, diretta da Marcos Siega e Sanford Bookstaver che funge da seguito della serie televisiva Dexter (2006-2013), basata sui romanzi scritti da Jeff Lindsay.

## Trama
Circa dieci anni dopo il finale della serie originale, Dexter Morgan si è trasferito nella piccola città di Iron Lake, nello stato di New York, nascondendo la sua identità sotto il nome di Jim Lindsay, un negoziante. Ha una relazione con Angela Bishop, il capo della polizia della città, e ha represso i suoi impulsi di serial killer, ma una serie di avvenimenti farà ricomparire "l'oscuro passeggero" dentro di lui.

## Personaggi e interpreti

### Principali
- Dexter Morgan/Jim Lindsay, interpretato da Michael C. Hall, doppiato da Loris Loddi.
Ex tecnico forense nell'analisi delle tracce ematiche della polizia di Miami che ora vive nella piccola cittadina di Iron Lake, New York, nascondendo la sua identità con il nome di Jim Lindsay, un negoziante locale, sopprimendo i suoi impulsi omicidi.
- Harrison Morgan, interpretato da Jack Alcott, doppiato da Manuel Meli.
Figlio adolescente di Dexter arrivato da Miami dopo che Hannah McKay è morta di tumore del pancreas.
- Angela Bishop, interpretata da Julia Jones, doppiata da Alessia Amendola.
Capo della polizia di Iron Lake e fidanzata di Jim.
- Audrey Bishop, interpretata da Johnny Sequoyah, doppiata da Emanuela Ionica.
Figlia adottata di Angela.
- Logan, interpretato da Alano Miller, doppiato da Gabriele Sabatini.
Agente di polizia di Iron Lake e coach della squadra di wresting della scuola superiore locale.
- Debra Morgan, interpretata da Jennifer Carpenter, doppiata da Emanuela D'Amico.
Sorella deceduta di Dexter, che si manifesta sotto forma di allucinazione.
- Kurt Caldwell, interpretato da Clancy Brown, doppiato da Alessandro Rossi.
Proprietario di un diner e serial killer responsabile della morte di diverse donne.

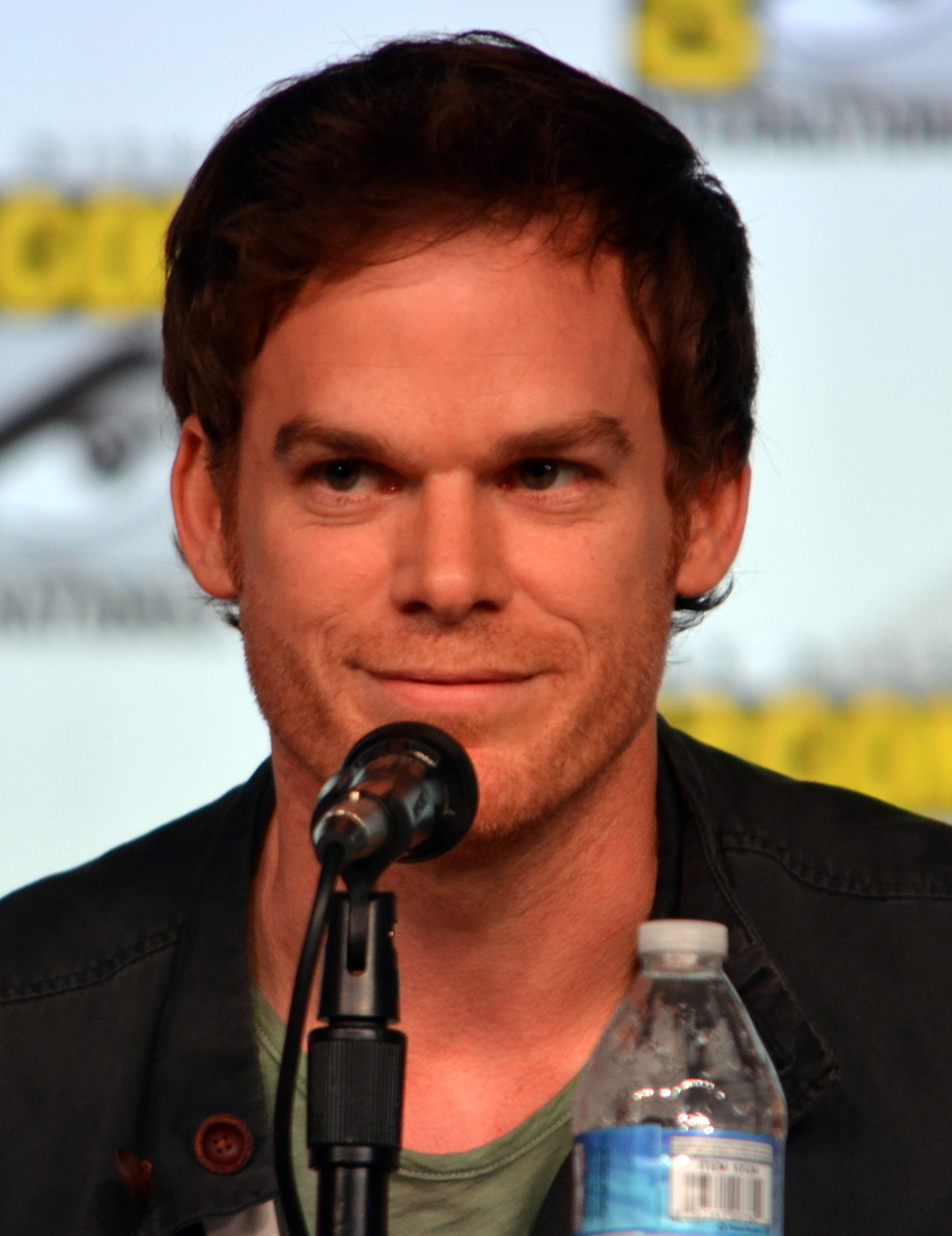
Michael C. Hall
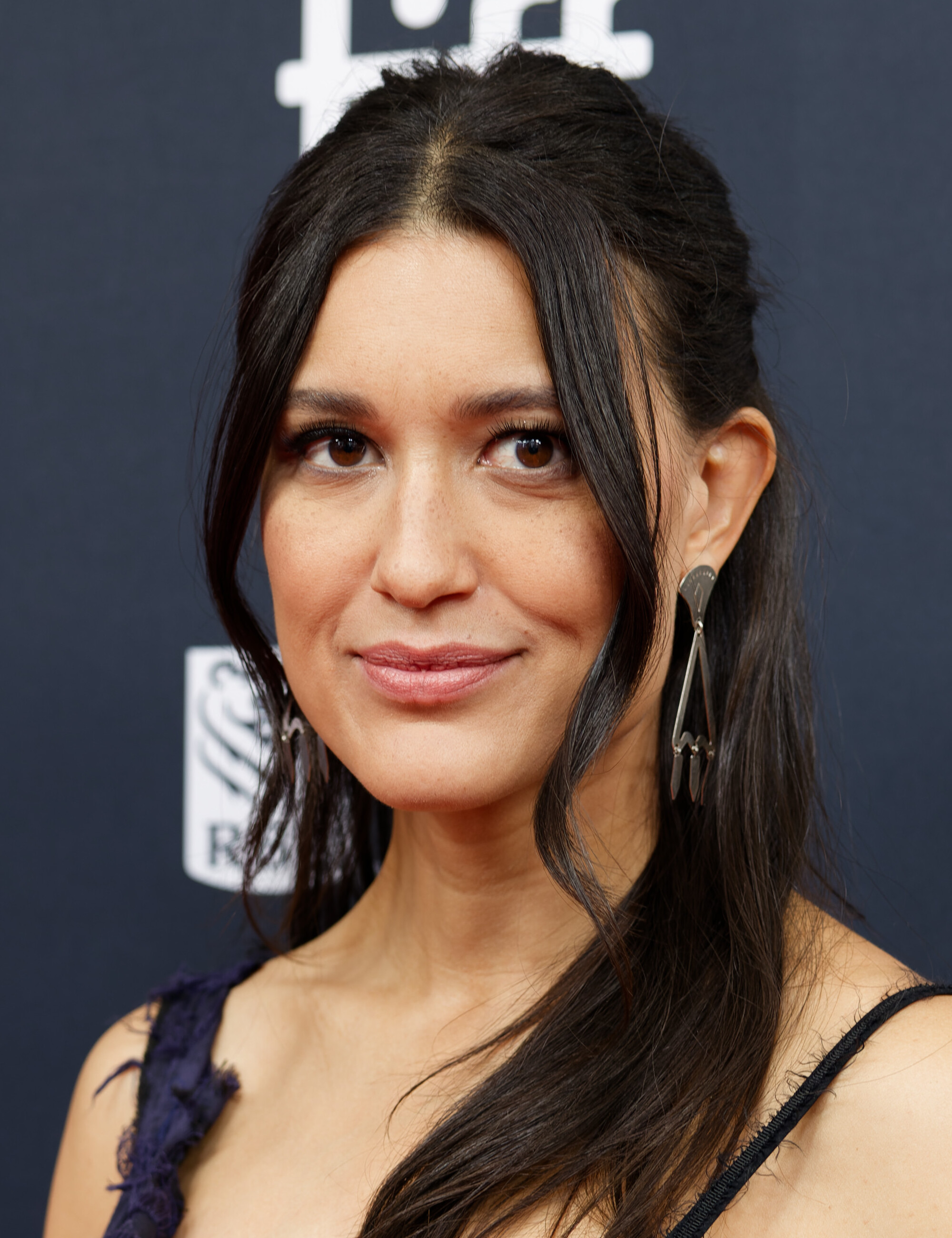
Julia Jones
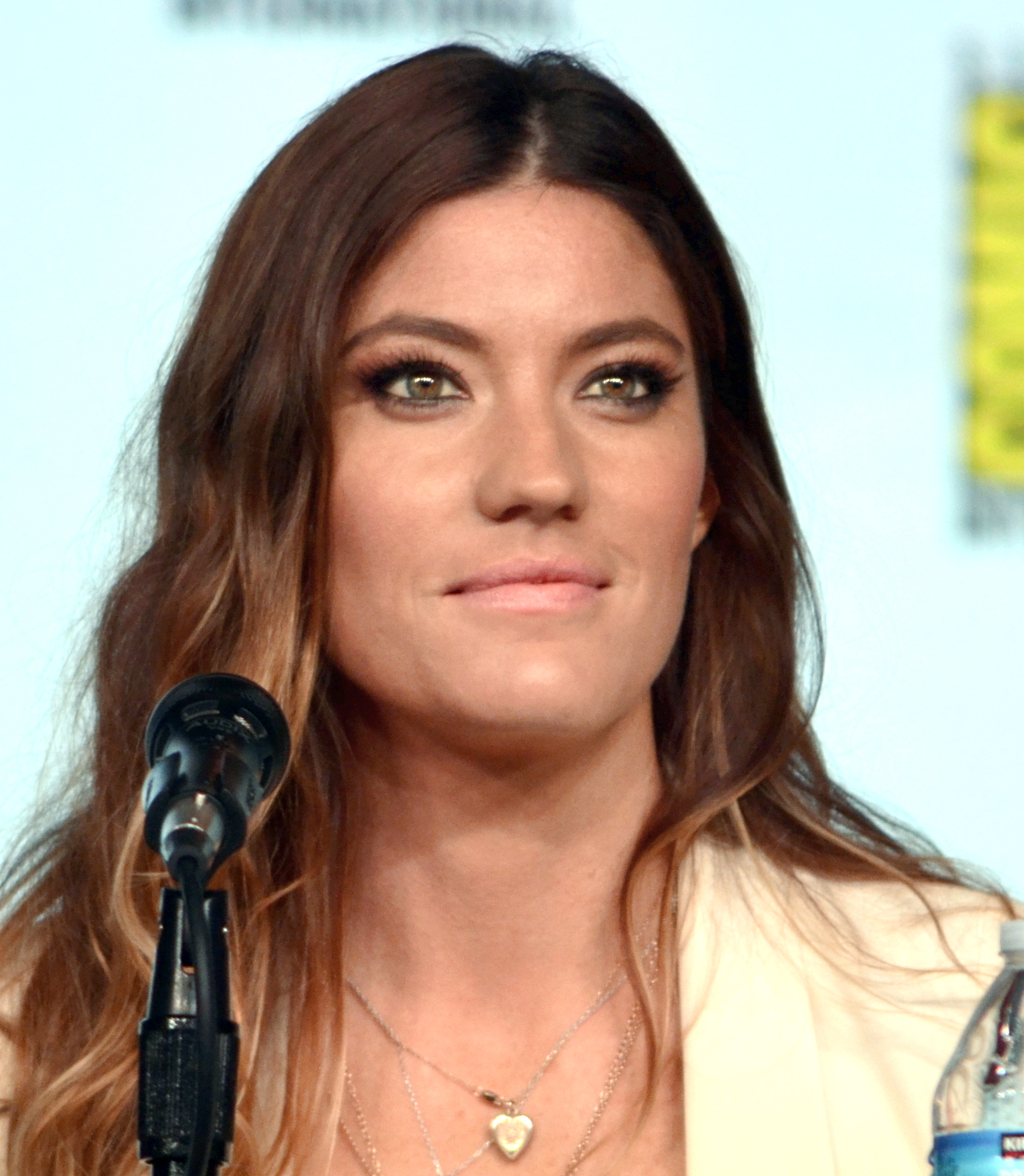
Jennifer Carpenter
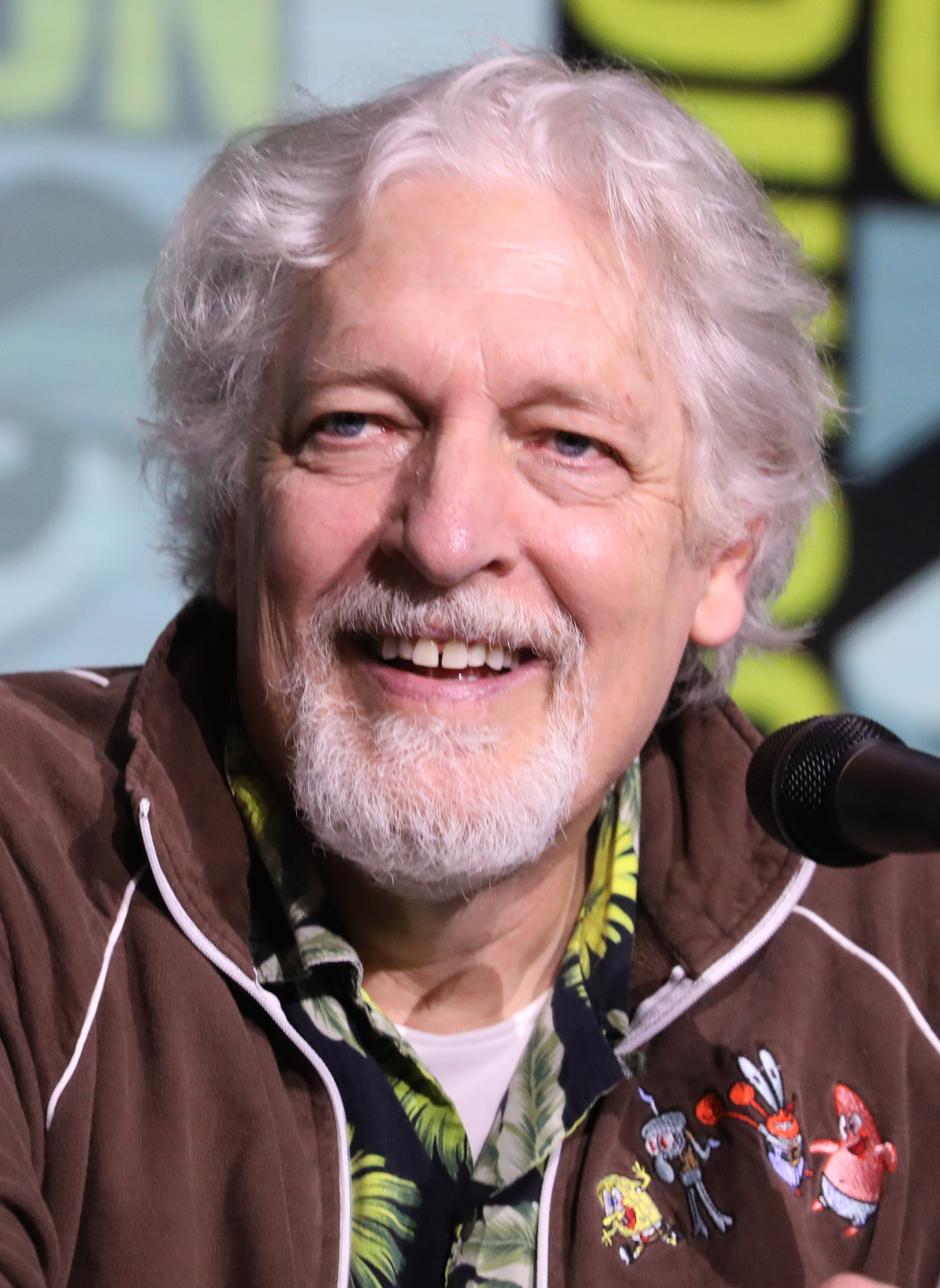
Clancy Brown

### Ricorrenti
- Teddy Reed, interpretato da David Magidoff, doppiato da David Chevalier.
Agente di polizia di Iron Lake.
- Esther, interpretata da Katy Sullivan, doppiata da Barbara De Bortoli.
Segretaria alla centrale di polizia di Iron Lake.
- Fred Jr., interpretato da Michael Cyril Creighton, doppiato da Edoardo Stoppacciaro.
Proprietario di un negozio di attrezzature sportive di caccia e pesca e capo di Dexter.
- Tess Silvera, interpretata da Gizel Jiménez, doppiata da Chiara Oliviero.
Insegnante di spagnolo e barista al The Tavern.
- Abraham Brown, interpretato da Gregory Cruz.
Nativo della riserva di Iron Lake.
- Zach, interpretato da Oscar Wahlberg, doppiato da Mattia Nissolino.
Compagno di scuola di Harrison.
- Scott, interpretato da Andrew Fama, doppiato da Alessandro Campaiola.
Compagno di scuola di Harrison.
- Molly Park, interpretata da Jamie Chung, doppiata da Eleonora Reti.
Famosa podcaster di Los Angeles della serie true crime Merry Fucking Kill, giunta a Iron Lake per trovare informazioni sulla morte di Matt Caldwell.
- Elric Kane, interpretato da Shuler Hensley, doppiato da Enrico Di Troia.
Aiutante di Kurt Caldwell.

### Guest star
- Matt Caldwell, interpretato da Steve M. Robertson, doppiato da Stefano Crescentini.
Bracconiere e figlio di Kurt ucciso da Dexter per aver causato la morte di cinque persone in un incidente in barca premeditato.
- Edward Olsen, interpretato da Frederic Lehne, doppiato da Francesco Prando.
Magnate del petrolio la cui azienda sta incidendo negativamente sull'ambiente circostante.
- Chloe, interpretata da Skyler Wright, doppiata da Letizia Ciampa.
Ragazza arrivata a Iron Lake in cerca di un lavoro e una delle vittime di Kurt Caldwell.
- Angel Batista, interpretato da David Zayas, doppiato da Roberto Stocchi.
Capitano della divisione omicidi del dipartimento di polizia di Miami.
- Arthur Mitchell/Trinity Killer, interpretato da John Lithgow, doppiato da Stefano De Sando.
Serial killer che uccise la madre di Harrison, Rita Bennett.

## Produzione

### Sviluppo
A proposito del controverso finale della serie originale, in cui Dexter finge la propria morte, fugge da Miami e ricomincia una nuova vita come boscaiolo in Oregon, il protagonista Michael C. Hall ha dichiarato "penso che il finale sia stato "mistificante" nel migliore dei casi e sconcertante, esasperante e frustrante nei peggiori". Lo sceneggiatore Clyde Phillips, che aveva lasciato la serie dopo la quarta stagione, complice la continua richiesta dei fan, ha discusso dei possibili modi per un seguito come una sorta di redenzione, ma non riusciva a trovare un percorso appropriato. Il 1º luglio 2019, Phillips è stato contattato da Gary Levine, presidente di Showtime, che disse allo sceneggiatore che sentiva che era il momento giusto per riportare in onda Dexter e se aveva qualche idea. Phillips ha scritto una sceneggiatura preliminare, molto apprezzata da Hall.
Phillips ha riconosciuto che il finale originale era adatto al momento in cui è stato trasmesso, poiché intorno al 2013, c'erano un certo numero di serial killer della vita reale noti per vivere in Oregon e negli stati vicini. Riteneva inoltre che circondandosi di motoseghe, Dexter avesse un ricordo costante della morte di sua madre. Poiché Phillips non sapeva come allacciarsi al finale, ha deciso di fare un salto temporale, di quasi un decennio e dall'Oregon si è trasferito nella città immaginaria di Iron Lake, nello stato di New York. Per questo motivo, non considera la miniserie come una nona stagione, poiché c'era una grande discontinuità con la serie madre. Mentre lo staff di sceneggiatori scriveva la miniserie di dieci episodi, stabiliva come sarebbe finita la serie e scriveva a ritroso da quello. Phillips ha affermato che "il finale di questa sarà sorprendente, scioccante e inaspettato e farà esplodere internet".
Il 14 ottobre 2020, il revival di Dexter è stato ufficializzato come una miniserie composta da 10 episodi. Il 17 novembre 2020, è stato annunciato che Marcos Siega avrebbe dovuto dirigere i primi sei episodi, oltre a fungere da produttore esecutivo insieme a Michael C. Hall, John Goldwyn, Sara Colleton, Bill Carraro e Scott Reynolds.

### Casting
L’interpretazione di John Lithgow e il suo ruolo stesso furono così rilevanti non solo da fargli conquistare il premio Emmy, ma da far sì che attore e personaggio avessero un cameo anche nel sequel e che mediante tale inserto narrativo venissero approfonditi episodi e circostanze fondamentali della serie, ma in essa trascurati, quali la morte di Rita e il potenziale ricordo di essa in Harrison.
Nel gennaio 2021 Clancy Brown, Julia Jones, Alano Miller, Johnny Sequoyah, Jack Alcott e David Magidoff si sono uniti al cast principale. L'11 febbraio 2021 Jamie Chung e Oscar Wahlberg sono stati ingaggiati come personaggi ricorrenti. 
Il 28 giugno 2021 è stato annunciato il ritorno di John Lithgow, che riprende il ruolo di Arthur Mitchell/Trinity.
Il 13 luglio 2021 si è unita al cast anche Jennifer Carpenter, che interpreta nuovamente Debra Morgan.

### Riprese
La produzione è iniziata nel febbraio 2021 e la maggior parte delle riprese, si sono svolte a Shelburne Falls, nel Massachusetts, come sostituto di Iron Lake. Le riprese esterne dovevano essere coordinate in base al tempo, poiché i creatori volevano avere una quantità significativa di neve, incluso un lago ghiacciato. Gli interni sono iniziati a luglio e sono durati circa cinquanta giorni.

## Distribuzione
Negli Stati Uniti la miniserie è andata in onda su Showtime dal 7 novembre 2021 al 9 gennaio 2022 e in Italia dal 10 novembre 2021 al 12 gennaio 2022 su Sky Atlantic.

### Edizione italiana
La direzione del doppiaggio è a cura di Alessio Maria Bianchi su dialoghi di Emanuela D'Amico, per conto di Soundfarm 999.

## Accoglienza

### Critica
La miniserie ha ricevuto recensioni positive dalla critica. Rotten Tomatoes riporta il 77% delle recensioni professionali positive, con un voto medio di 7,20 su 10 basato su 59 critiche. Il consenso critico del sito web indica: «Sostenuta dall'ancora avvincente interpretazione di Michael C. Hall del personaggio del titolo, Dexter: New Blood aiuta a ripristinare parte dello gloria persa dal controverso finale di serie.» Metacritic, invece, ha assegnato un punteggio di 61 su 100 basato su 29 recensioni, indicando "recensioni generalmente favorevoli".

## Riconoscimenti
- 2022 – Hollywood Critics Association TV Awards[21]
  - Candidatura alla miglior sceneggiatura in una serie drammatica di una rete televisiva o via cavo a Clyde Phillips, Alexandra Franklin e Marc Muszynski per la puntata I peccati del padre
- 2022 – Saturn Awards[22]
  - Candidatura alla miglior serie action-thriller di una rete televisiva o via cavo
  - Candidatura al miglior attore in una serie televisiva di una rete televisiva o via cavo a Michael C. Hall
  - Candidatura alla miglior attrice non protagonista in una serie televisiva di una rete televisiva o via cavo a Julia Jones
  - Candidatura alla miglior interpretazione di un giovane attore in una serie televisiva di una rete televisiva o via cavo a Jack Alcott
- 2022 – Shorty Awards[23]
  - Miglior serie televisiva
  - Stima dei telespettatori alla serie televisiva